# Михайлівське поселення
Михайлівське поселення — поселення епохи енеоліту та ранньої бронзи неподалік села Михайлівка Новоолександрівської сільської громади Бериславського району Херсонської області в Україні.
Шари Михайлівського поселення відбивають етапи в розвитку степового населення України та є стратифічним взірцем для класифікації мідної та ранньої бронзової діб степової України.

## Відомості про дослідження
Початок дослідження території навколо поселення пов'язано з роботою Дніпрогесівської експедиції в кінці 1920-х — на початку 1980-х рр. На поселеннях зібрано численну кераміку, яка вперше дала уявлення про побутовий посуд ямної культури, а також кам'яні знаряддя та вироби з кременю. 
Поселення відкрито у 1951 році розвідкою А. О. Щепинського. Розкопки проводились експедицією Інституту археології АН УРСР під керівництвом О.Ф. Лагодовської за участю О. Г. Шапошнікової і М. Л. Макаревича у 1952—1955 р. У 1960 р. розкопками керувала О.Г. Шапошнікова.  
Колекція знахідок зберігається в Інституті археології АН УРСР і в Археологічному музеї АН УРСР (м. Київ).

## Загальний опис
Поселення орієнтоване уздовж берега Каховського моря в напрямку північний схід — південний захід. Розташоване на трьох підвищеннях на висоті від 13 до 25 м від рівня води. Площа понад 2 га. Поверхня горбиста, поросла травою. Між підвищеннями — балки. Поселення було оточене системою оборонних кам'яних стін та ровів, особливо з боку плато. Найбільше значення мала частина поселення на центральному пагорбі, тому він був краще захищений. Зі сторони річки та плато цю частину поселення оточували стіни 45 та 34 м завдовжки. Деякі стіни збереглися на висоту до 2—2,5 м. Стіни споруджувалися з місцевого вапняку. Товщина культурного шару на центральному підвищенні 1,5—2,4 м. Виявлено три шари, що відповідають трьом етапам існування поселення:

### Михайлівка І
I — культурний шар, що передував ямній культурі. Відкриті залишки невеликого поселення із земляночними житлами. Знахідки: плоскодонний чорнолощений посуд. Заняття населення: землеробство та скотарство. Простежений зв’язок з енеолітичними поселеннями Подоння і Північного Кавказу.
Спочатку нижній шар Михайлівки означив нижньомихайлівський тип пам’яток (названі за нижнім михайлівським шаром). Дмитро Телегін розглядав їх як північнопричорноморський варіант кемі-обинської культури, а потім як михайлівсько-кемі-обинську культуру. Він також поділив нижньомихайлівські пам’ятки на два етапи:
- нижньомихайлівський (доямний — нижній шар Михайлівки) і
- широчансько-барагівський етапи співіснування з ямною культурою.

Юрій Рассамакін визначив нижньомихайлівську культуру.

### Михайлівка II
Датується фінальній фазі Трипілля С2.
Культурний шар ранньоямної культури. Олимпія Шапошникова розділила середній шар на два культурні горизонти:
- нижній — з плоскодонним посудом,
- верхній — репрезентованого плоскодонним та округлодонним посуду.

Нижній культурний горизонт середнього шару віднесли до рогачинської культури з головною пам'яткою у Нижньому Рогачику біля села Василівка на березі Каховського водосховища. 
Валентин Даниленко відніс нижній горизонт середнього шару до репінсько-рогачиського культурній фазі пізньої ямної культури. Показовою ознакою вважав поєднання пивихинського посуду та посуду лісостепу (культур лійчастого посуду і кулястих амфор або рогачинського типу).
Даниленко та Шапошникова сходяться в північному, лісостеповому походженні нижнього горизонту середнього шару, та просуванням за сходу репінців — у верхньому горизонті.
Олимпія Шапошникова вважала повною аналогією середньому та верхньому шарам Михайлівки Скелю Каменоломню Волоського. До відкриттів пам'яток на нижньому Доні та Волзі вона отожнювала середній шар Михайлівки до репінської культури. Після відкриття поховань в Орільсько-Самарському межиріччі експедицією І.Ф. Ковальової Олимпія Шапошнікова зазначає, що ранній етап ямної культури в Україні репрезентовано двома локальними типами пам’яток — репінськими та типу Михайлівка-II. 
Микола Мерперт вважав, що у Нижній Наддніпрянщині існувала середньостогівська культура, риси котрої перетинаються з давньоямними пам’ятками Волзько-Уральському та Волзько-Донському степовому межиріччях, проте в них відсутня ритуальна єдність. У той самий час на Доні та Дінці продовжувала існувати Дніпро-донецька культура. Складання ямної культури і першу хвилю поширення давньоямних племен він пов'язував із виникненням відтворювального господарства та курганного обряду поховань у Волзько-Уральському та Волзько-Донському степовому межиріччях. 
Доволі скоро хвиля давньоямних племен сягає Передкавказзя та Північно-Західного Надчорномор’я та далі, що позначається появою тут найдавніших підкурганних поховань та конеголових скіпетрів. У процесі змішання та асиміляції зникає середньостогівська культура та з'являється та ритуальна єдність, що засвідчує появу давньоямної культурно-історичної спільноти. Процес складання давньоямної спільності припадає на першу половину III тисячоріччя до н. е.

### Михайлівка III
Верхній культурний шар пізньоямної культури. Відкриті залишки великого поселення ямної культури (площею у 1 га), оточеного високими валами і ровами. Знайдені залишки глинобитних жител на кам’яних фундаментах. На поселенні зводилися високі кам’яні стіни.
Верхній шар має перший, другий та нижній горизонти. Микола Мерперт вважав, що верхній шар Михайлівки співвідноситься з Репінської культури. Датування припадає на 3-тю — початок 4-ї чверті 3 тисячоріччя до н. е. На нижній Наддніпрянщині відбуваються зміни у поховальному обряді (поява безкурганних могильників, наростання західної орієнтації) та кераміці, провідним прийомом оздоблення якої стає шнур. Взаємодія з пізньотрипільським світом спричинила ускладнення економіки нижньодніпровського населення. Наслідком чого тут сформований новий найскладніший центр ямної КІС.

## Матеріальний комплекс
На поселенні було відкрито кам'яні фундаменти прямокутних будівель господарського та житлового призначення, заввишки до 1 м. Кладка дворядна, на земляному розчині. Верхню частину жител будували з очерету та глини. На території поселення знайдено також численні вогнища, обкладені камінням.
На поселенні, за характером знахідок, виділяються виробничі ділянки. Насичений культурний шар поселення дав змогу дослідити матеріальну побутову культуру населення. 
Знахідки: гостродонний і плоскодонний посуд, знаряддя праці з каменю і кістки, мідні речі як місцевого виробництва, так і привізні, які свідчать про зв’язки населення території південноукраїнських степів з племенами Північного Кавказу. Матеріали Михайлівського поселення кардинально змінили уявлення про рівень розвитку племен ямної культури.

## Поховальний обряд
Поховання в кам'яних скринях із розписними стінами є феноменом в археології бронзової доби. Традиційно їх відносять до кемі-обинської культури Криму, але поява цих поховань в курганах у Подніпров'ї, в Північній Таврії, на Запоріжжі і далі на захід, у Причорномор'ї, розглядається як міграції населення кемі-обинської культури на північ.

## Значення поселення
Ймовірно, Михайлівське поселення було племінним центром.